# Camilla Wicks
Camilla Dolores Wicks (Long Beach, Califòrnia, 9 d'agost de 1928 - Weston, Florida, 25 de novembre de 2020) va ser una violinista estatunidenca i una de les primeres violinistes femenines a tenir una gran carrera internacional. La seva carrera interpretativa inclou actuacions en solitari amb orquestres simfòniques europees i nord-americanes destacades, inclosa la Filharmònica de Nova York, l'Orquestra de Filadèlfia i l'Orquestra Simfònica de Chicago. El 1999 va ser coronada Cavaller de la Reial Orde del Mèrit Noruec per la seva contribució a la música al país.

## Nena prodigi
Camilla Dolores Wicks va néixer a Long Beach (Califòrnia). El seu pare, Ingwald Wicks (Ingvald Kristian Eriksen Varhaugvik), d'origen noruec, era violinista i professor. La seva mare, Ruby (Dawson Stone) Wicks, pianista, va estudiar amb el compositor Xaver Scharwenka. Camilla Wicks es va donar a conèixer com una nena prodigi i va debutar en solitari a l'edat de set anys amb el Concert per a violí núm. 4 de Mozart a l'auditori municipal de Long Beach. Als vuit, va tocar el Concert per a violí núm 1 de Bruch i un any després el Concert per a violí núm 1 de Paganini. Va estudiar amb Louis Persinger a la Juilliard School de Nova York. El 1942, Louis Persinger la va acompanyar quan va debutar com a solista als tretze anys amb la Filharmònica de Nova York.
Durant la dècada següent, Camilla Wicks va actuar regularment amb diversos dels millors directors del món (Bruno Walter, Fritz Reiner, Leopold Stokowski, Artur Rodzinski, Sixten Ehrling) i diverses orquestres. Fa moltes gires per Europa i és molt popular a Escandinàvia. El compositor finlandès Jean Sibelius admira molt la seva interpretació del seu concert per a violí, que va enregistrar el 1952, amb Sixten Ehrling al capdavant de la Stockholm Radio Symphony, per al segell Capitol. També va fer diversos enregistraments per a HMV, Mercury i Philips.
Camilla Wicks explora un ample ventall de repertoris i promou moltes obres menys conegudes, en particular de compositors escandinaus, que, al seu torn, escriuen moltes obres per a ella el compositor i violinista noruec, Bjarne Brustad li dedica un cert nombre d'obres per a violí sol. Camilla Wicks és una ambaixadora dels compositors escandinaus contemporanis: interpreta concerts del noruec Fartein Valen (1949), del suec Hilding Rosenberg, i l'estrena mundial de Harald Sæverud i Klaus Egge. Es beneficia igualment d'una estreta col·laboració amb Ernest Bloch.

## Continuació i fi de carrera
Wicks es casa amb Robert Thomas l'any 1951 Al pic de la seva carrera, interromp la música per criar els seus cinc fills, a continuació torna a intermitències a la seva carrera d'intèrpret. Ensenya a un cert nombre de facultats americanes, com la Universitat Estatal de Louisiana, la Universitat de Michigan i la Universitat de Rice.
Camilla Wicks és convidada a dirigir el departament de corda de l'Acadèmia reial d'Oslo al començament dels anys 1970 i hi rep una càtedra per vida Molts violinistes de les principals orquestres noruegues, com Henning Kraggerud, són alguns dels seus antics alumnes. L'any 1999, és nomenada Chevalier de 1a classe de l'Orde reial del mèrit de Noruega per la seva contribució a la música d'aquest país. Camilla Wicks ocupa la càtedra Isaac Stern al Conservatori de San Francisco abans de jubilar-se l'any 2005. Els enregistraments de estudi i concerts són reeditats a les etiquetes Music & Arts, Biddulph i Simax.
Camilla Wicks mor el 25 de novembre de 2020, a l'edat de 92 anys.

## Enregistraments
- The Art of Camilla Wicks (Music & Arts, CD 1160)
- Concertos de Sibelius, Valen i peces curtes (Biddulph CD 80218)
- Camilla Wicks toca Concertos de Walton i Brustad (Simax CD PSC 1185)
- Camilla Wicks, Grans intèrprets noruecs 1945-2000 Vol. III (Simax CD PSC 1832)
- Camilla Wicks, Concertos i peces per a violí (Perfil, CD PH18095)